# Уотери
Уотери (на английски: Wateree) е северноамериканско индианско племе, което първоначално живее в западната част на Северна Каролина. Има косвени доказателства, че са говорели сиукски език, свързан с езика катоба. Уотери са едно от най-мощните племена в Каролина по време на колонизацията. Войната ямаси от 1715 г. силно отслабва редиците им и впоследствие те се присъединяват към катоба като запазват отделна идентичност до 1744 г., когато последно се споменава името им. Уотери са тясно свързани с племето чикани (чикуини), което по принцип се разглежда като тяхно подразделение.

## История
През 1566 – 1567 г. Хуан Пардо и неговата експедиция посещават племето „гуатари“, което живее в горната част на река Ядкин. Пардо построява наблизо малко укрепление и оставя гарнизон от 17 войници. Скоро след неговото заминаване фортът е унищожен, а войниците избити. През 1670 г. се съобщава, че уотери живеят на Диип Крийк, източно от днешния Ашбъро, Северна Каролина. През 1701 г. изследователят Джон Лоусън ги среща на река Уотери, близо до Камдън, Южна Каролина. Според Лоусън, уотери говорят съвсем отделен език от съседите им конгари и са много по-многобройни от тях. След Войната ямаси от 1715 г. населението им пада на половина и за по-голяма сигурност те се придвижват на север до катоба. Сред катоба, уотери успяват да се съхранят като отделно племе поне до 1744 г., когато се споменава че продават парче земя на белите.